# Félix Navarro Rodríguez
Félix Navarro Rodríguez (Perico, Provincia de Matanzas, 10 de julio de 1953) es un disidente cubano. Fue profesor de enseñanza de grado medio y primaria durante 21 años. Al ser detenido y condenado a 3 años de prisión por el delito de Propaganda Enemiga, le fue revocado su permiso de profesor, por "Traición a la Revolución", según documento oficial publicado por la Dirección Municipal de Educación de Matanzas fechado el 14 de diciembre de 1992. Posteriormente formó parte del «Grupo de los 75» de la Primavera Negra de Cuba.
Félix Navarro Rodríguez fue elegido a propuesta de Guillermo Fariñas como el Coordinador General de la Unión Patriótica de Cuba (UNPACU) desde febrero de 2013. Con el nuevo contexto político tras el anuncio del restablecimiento de relaciones diplomáticas entre Cuba y Estados Unidos de América, dado a conocer el 17 de diciembre de 2014, dentro del liderazgo conformado por opositores no-violentos de la Nueva UNPACU surgieron divergencias, por lo que se acordó desintegrase amistosamente y esperar por lo menos un año para analizar si era posible o no, volver a reintegrarse. Razón por la cual Félix Navarro retomó su antiguo cargo al frente del Partido por la Democracia "Pedro Luis Boitel" y dejó de ejercer como Coordinador General de la UNPACU.

## Historia
Tras su primera estancia en prisión de 20 meses, Navarro se integra al Partido Solidaridad Democrática, hasta abril de 1999, en que la Dirección Nacional lo sustituye como Delegado Provincial. Es fundador, el 25 de mayo de 1999, del Movimiento por la Democracia Pedro Luis Boitel.
Por su posición frente al gobierno cubano ha sufrido arrestos y registros en su domicilio. El 18 de marzo de 2003, fue detenido por las autoridades cubanas como parte de la Primavera Negra de Cuba. Fue sentenciado a 25 años de cárcel en la prisión de Guantánamo, ganándose el apelativo de preso de conciencia por parte de Amnistía Internacional. En octubre de 2005 se unió a una huelga de hambre junto a otros disidentes que allí cumplían condena, recibiendo muestras de apoyo del exterior de la isla, como la protagonizada por los estudiantes de la Universidad de Florida.
Navarro continuó en prisión, hasta el 23 de marzo de 2011, cuando tras la muy mediatizada huelga de hambre de Guillermo Farinas tras la muerte de Orlando Zapata Tamayo y mediante la cual Farinas pedía la liberación de los presos políticos enfermos, para que no corrieran la misma suerte fatal de Zapata, el gobierno ante la solidaridad internacional tuvo que excacelar a 116 prisioneros políticos. Con anterioridad, Navarro había rechazado una oferta de liberación por conllevar su expatriación a España.  A él y a José Daniel Ferrer García el gobierno cubano les concedió una Licencia Extrapenal y fueron liberados de prisión el 23 de marzo de 2011, siendo ambos los últimos del Grupo de los 75 que fueran liberados. En esas fechas, declaró su intención de continuar la lucha pacífica no violenta en pos de la democracia en Cuba.
El 24 de julio de 2012, fue uno de las docenas de activistas arrestados en La Habana en el funeral del disidente Oswaldo Payá. Amnistía Internacional criticó duramente los arrestos, y la Casa Blanca de los Estados Unidos los describió como "una cruda demostración más del clima de represión imperante en Cuba".
El 27 de febrero de 2013 comunicó, al mundo entero, junto a José Daniel Ferrer García y Guillermo Fariñas, la integración de la organización pacífica disidente FANTU, liderada hasta entonces por Guillermo Fariñas, y a multitud de otras opositoras dentro de la isla a través de la integración de muchos de sus dirigentes más notorios, entre ellos 8 de los 12 presos de conciencia del Grupo de los 75, en la Unión Patriótica de Cuba (UNPACU). Navarro fue nombrado el 27 de febrero de 2013, Coordinador General de la Unión Patriótica de Cuba, responsabilidad que tuvo hasta los días finales del mes de diciembre de 2014, cuando dejó de ejercer este rango y reasumió la presidencia del Partido por la Democracia "Pedro Luis Boitel".
En diciembre de 2014, en una reunión en México D. F. entre disidentes y exiliados cubanos, que fuera auspiciada por la alemana Fundación "Konrad Adenauer", esta organización germana informó que ellos crearían un premio, allí mismo surgió la propuesta de los reconocidos opositores pacíficos Guillermo Fariñas Hernández y René Gómez Manzano, para que el anunciado premio de esa entidad demócrata-cristiana lo obtuviese Navarro Rodríguez, hecho que se concretó en noviembre de 2015, cuando su hija Saylí Navarro Álvarez, pues a él no les es permitido salir del país por hallerse bajo Licencia Extrapenal, recogiera en Berlín 1.er Premio Solidaridad 2015, entregado por la Fundación "Konrad Adenauer". Fue detenido en Matanzas como consecuencia de las protestas nacionales del 11 de julio de 2021. Pocos días después fue diagnosticado con Covid 19 y trasladado al hospital militar Mario Muñoz Monroy, de la ciudad de Matanzas. Su estado, el lunes 9 de agosto, es delicado. Según los partes médicos que dan, por vía telefónica, a su hija Sayli Navarro. Felix fue sancionado por los sucesos del 11 de julio del 2021 a 9 años de privación de libertad y se encuentra detenido en la prisión de máxima seguridad Aguica del municipio Colón, Provincia Matanzas, desde dónde sigue denunciando la falta de derechos humanos en cuba. 
Sábado 22 de junio de 2024. Actualmente Félix se encuentra sin medicamentos para sus enfermedades desde el 13 de junio de 2024 hasta la fecha 5 de julio de 2024.